# Koleba skalna

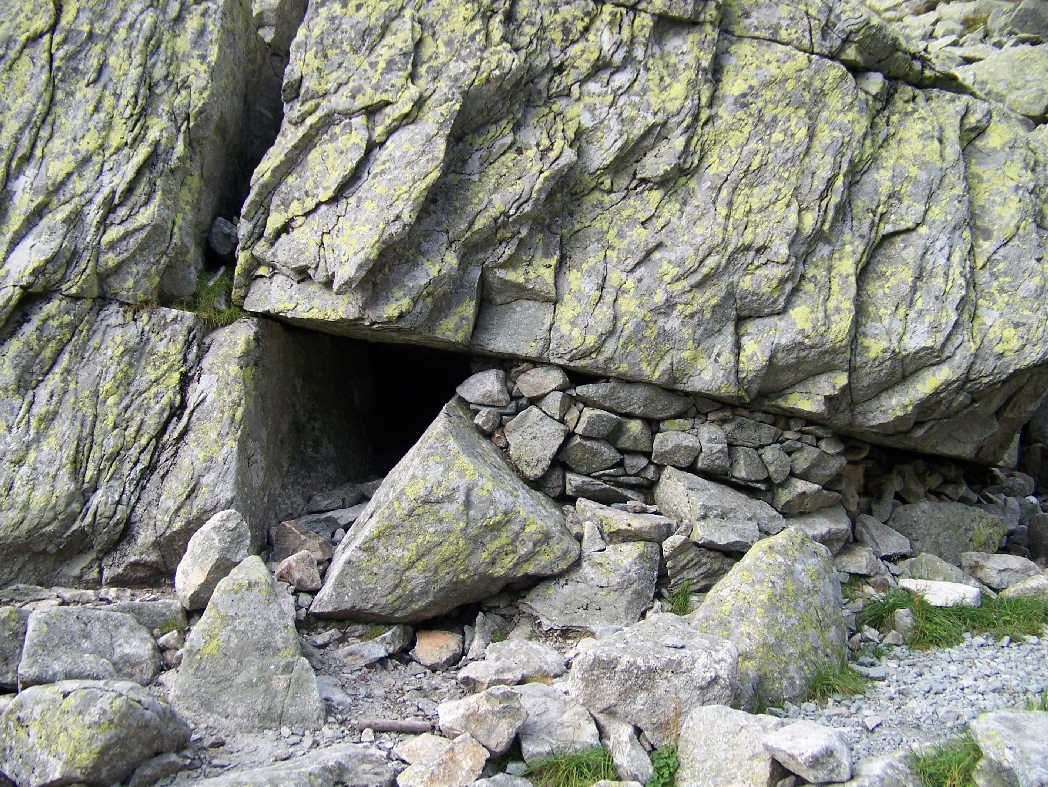
Koleba przy Litworowym Stawie w Dolinie Białej Wody

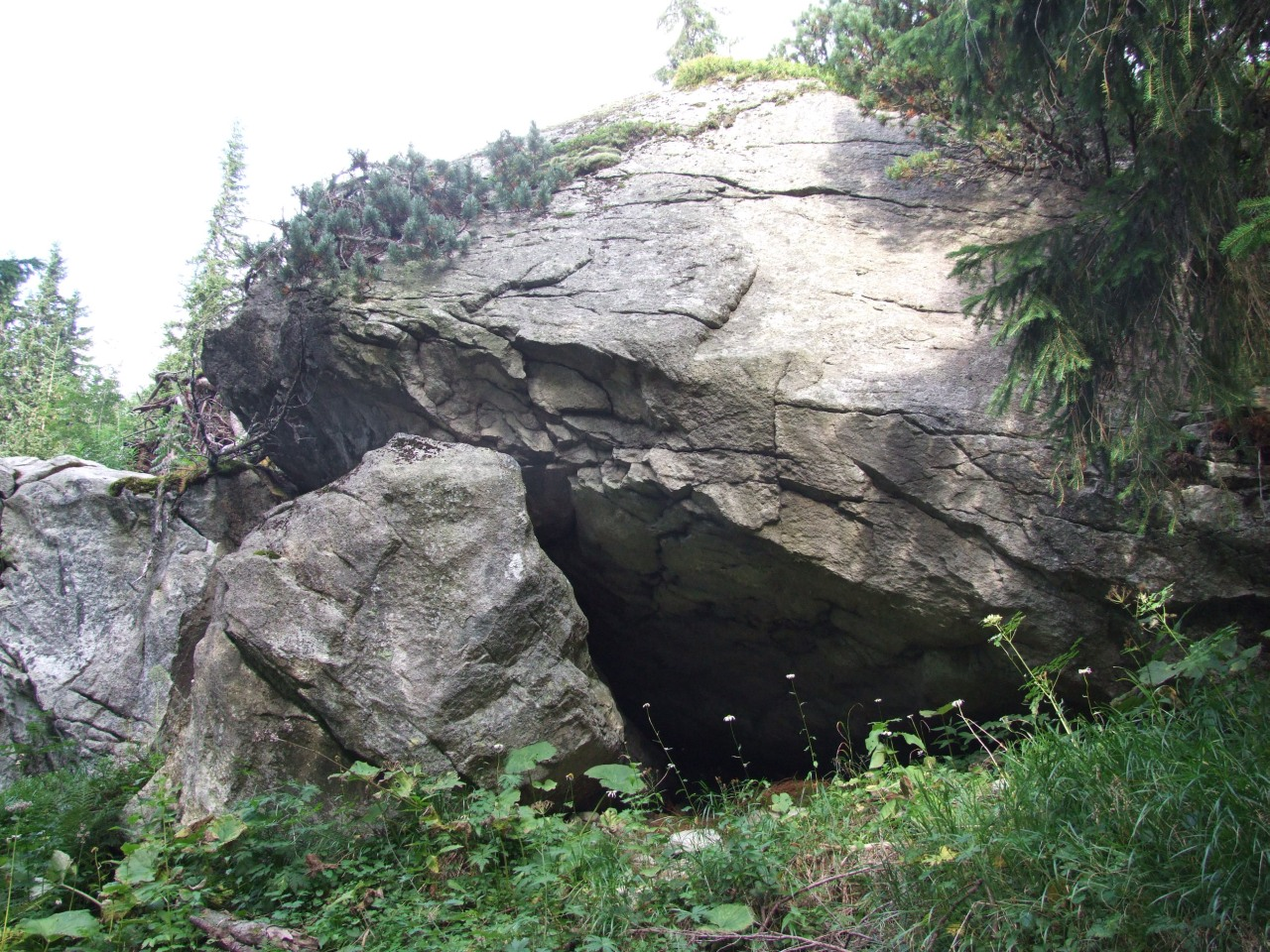
Koleba w Dolinie Hlińskiej

Koleba skalna – naturalne na ogół zagłębienie czy wnęka pod dużą skałą lub skałami, gdzie można się schronić przed deszczem lub przenocować. Często takie naturalne koleby zostały ulepszone przez dobudowanie murków z kamieni, zatkanie szczelin kamieniami, wyrównanie podłoża do spania. Taternicy i turyści używają słowa koleba tylko w tym rozumieniu. Niektóre koleby mają swoją indywidualną nazwę, np. Świnicka Koleba i opisane są w szczegółowych przewodnikach taternickich. Wiele koleb zostało zniszczonych przez pracowników parku narodowego, by uniemożliwić taternikom wykorzystywanie ich do noclegu.